# Parkanlage am Borbyer Ufer

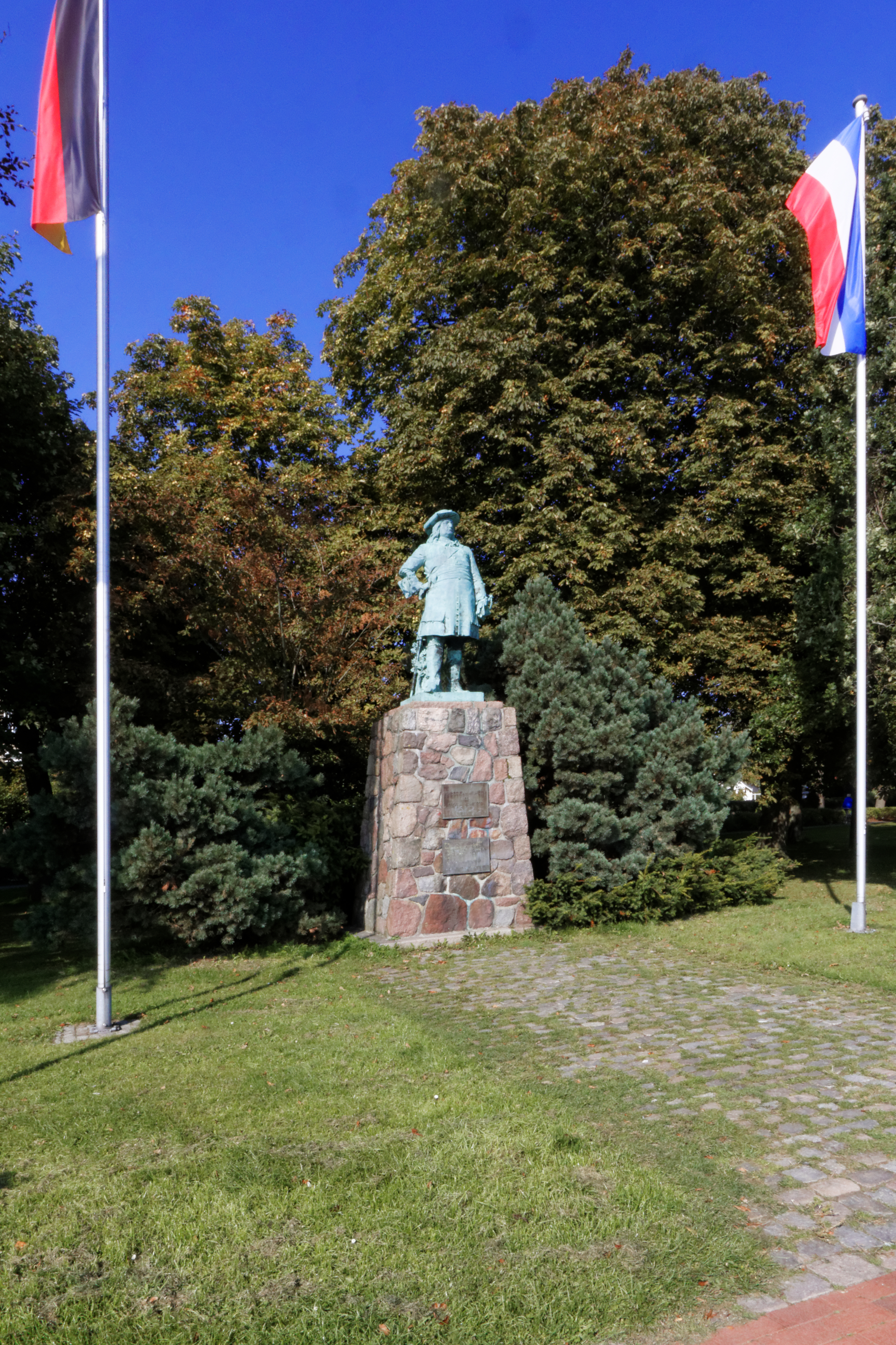
Denkmal König Wilhelm I. in der Parkanlage am Borbyer Ufer

Ehemaliges Marien-Louisen-Bad um 1910 an der damaligen Gemeindegrenze zwischen Borby und dem Eckernförder Stadtteil Vogelsang

Die Parkanlage am Borbyer Ufer im Eckernförder Stadtteil Borby an der Straße Vogelsang steht mit der Objekt-Nr. 7384 des Landes Schleswig-Holstein als Gründenkmal auf der Liste der Kulturdenkmale in Eckernförde.
Das Gelände vor dem Kaiserhof wurde 1870/71 als Hochwasserschutz aufgeschüttet und als Park angelegt. Neben dem heute noch existenten Gebäude des Kaiserhofs befand sich auch das Marien-Louisen-Bad (Hotel und Badeanstalt) auf der gegenüberliegenden Seite des Parks. Beide Hotels wurden im Jahr 1882 errichtet, die Badeanstalt schon 1832.
Von 1917 bis nach dem Zweiten Weltkrieg lag zudem wenige Meter vom westlichen Ende der Parkanlage entfernt der Isern-Düker-Steg (auch: Iserndükersteg), ein Anlegesteg für U-Boote und Kriegsschiffe. Auch das erste U-Boot Deutschlands war hier beheimatet. Isern Düker (hochdeutsch: Eiserne(r) Taucher) ist vor Ort der plattdeutsche Begriff für U-Boot(e).
In der Grünanlage stehen heute viele große Laubbäume, zwischen denen sich Rasen- und Wiesenflächen befinden. Drei Wege queren annähernd in Nord-Süd-Richtung den Park, während der Hauptweg als Promenade der Wasserkante folgt. Zentral liegt der naturnah gestaltete Auslauf des Lachsenbaches, der verrohrt von Norden kommend unter einer Brücke in die Ostsee fließt. Am östlichen Ende wurden zwei Boule-Plätze angelegt. Die Parkanlage wird vom Archäologischen Landesamt Schleswig-Holstein als Interessensgebiet eingestuft, da hier Knochen und Geweihgeräte der Ertebølle-Ellerbek-Kultur gefunden worden sind.

## Denkmal des Großen Kurfürsten
In der Parkanlage steht die von Fritz Schaper geschaffene denkmalgeschützte Bronzefigur König Wilhelm I. mit der Objekt-Nr. 1679. Das Denkmal wurde 1913 von Kaiser Wilhelm II. gestiftet und stand zu Ehren der Kurbrandenburgischen Marine am Hafen von Pillau (heute Baltijsk). Während des Zweiten Weltkriegs sollte es im Zuge der Materialverwertung in Hamburg eingeschmolzen werden, blieb aber erhalten. Als Eckernförde 1955 Patenstadt von Baltijsk geworden war, wurde das Denkmal im Park aufgestellt. Es sprach Konrad Haberland, Ehrenbürger Pillaus.

## Kiosk am Vogelsang

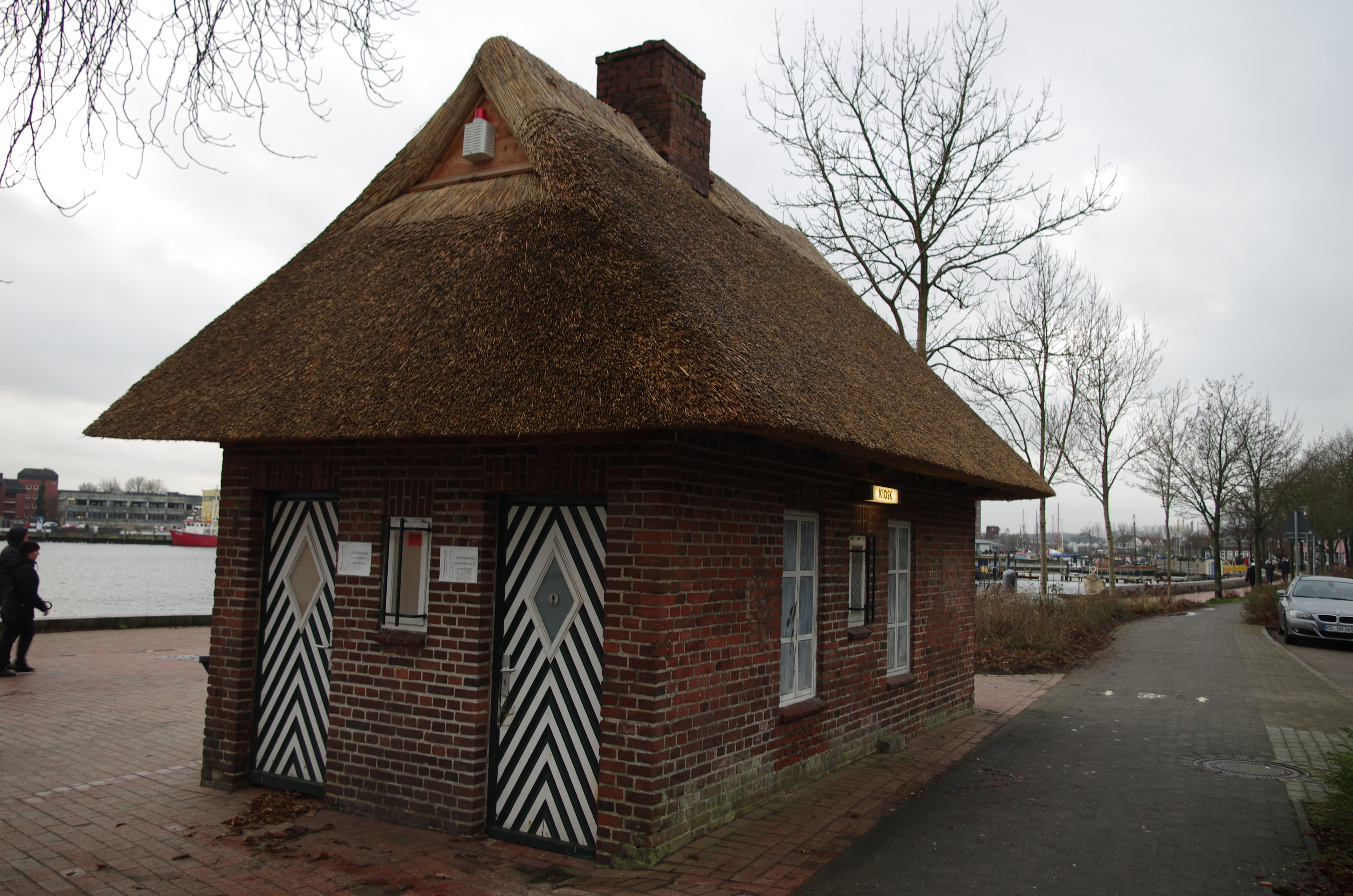
Vogelsang-Kiosk – noch vor dem Brand 2018 (diese Blickrichtung ist nun durch ein errichtetes Toilettengebäude verstellt)

Am westlichen Eingang zur Parkanlage steht der ebenfalls – mit der Objekt-Nr. 7233 – unter Denkmalschutz stehende reetgedeckte Vogelsang-Kiosk. 2018 wurde er durch Brandstiftung arg beschädigt und nach Abschluss der notwendigen Baumaßnahmen 2020 wieder in Betrieb genommen.